# (35639) 1998 KY49
1998 KY49 (asteroide 35639) é um asteroide da cintura principal. Possui uma excentricidade de 0.09193590 e uma inclinação de 10.66941º.
Este asteroide foi descoberto no dia 23 de maio de 1998 por LINEAR em Socorro.